# علي زاكر
علي زاكر (27 نوفمبر 2020 6- نوفمبر 1944). هو ممثل بنجلاديشي ورجل أعمال وكاتب ومخرج. كان يمتلك الشركة الاسيوية للاتصالات والتسويق المحدودة.(Asiatic 3 Sixty)
عمل زاكر كمناضل من أجل الحرية في خلال حرب تحرير بنغلاديش عام 1971 . وقد كان أحد المقيمين علي متحف حرب التحرير في دكا.
في عام 1999، تم منح زاكر جائزة إكوشي باداك المرموقة من قبل الحكوكة البنجالية، وهي تعتبر ثاني أعلى جائزة مدنية في بنغلاديش.
توفي علي ذاكر في مستشفى دكا المتحد في يوم 27 نوفمبر 2020 الساعة 6:45 صباحا وقد كان يعالج من Covid-19.

## الخلفية والحياة المبكرة
ولد زاكر في شيتاغونغ. أمضى طفولته في كوشتية. ومن بين أربعة أشقاء كان هو الثالث لابويه - محمد طاهر ورضية طاهر. محمد طاهر كان مسؤولا حكوميا رفيع المستوي (قاضي مقاطعة). لقد عاني تجربة تنوع الحياة التي يعيشها في اماكن مختلفة منذ طفولته المبكرة حيث كان والده في وظيفة حكومية قابلة للتحويل. أمضى طفولته المبكرة في منطقة كوشتيا وماداريبور. وفي وقت لاحق انتقلوا الي خولنا وعاشوا هناك لعدة سنوات حتى انتقلوا إلى دكا.

## الحياة الشخصية
كان زاكر متزوجًا من سارة ذاكر وهي أيضًا شخصية إعلامية ورائدة أعمال وناشطة اجتماعية. كان لديهم معا طفلان - إيريش زاكر وسريا شاربوجويا. يعمل كل من ايريش وسريا في شركة الاتصالات التسويقية الآسيوية المحدودة كمدير تنفيذي ومدير اتصالات العلامة التجارية على التوالي. في حين أن سارة زاكر هي نائبة المدير الإداري للشركة.

## الحياة المهنية

### التمثيل
كان يشتهر زاكر بالتمثيل المسرحي، حيث امتدت حياته المهنية لعقود عديدة، فهو كان عضوًا مؤسسًا في فرقة المسرح ناغريك حيث كان يعمل بجوار زوجته سارة ذاكر والممثل والسياسي الشهير أسد الزمان نور منذ السبعينيات.
في عام 2018، لعب زاكار دورًا رائدًا في التكيف البنغالي لمسرحية بيرتولت بريخت عام 1943 حيث لعب دور حياة جاليليو. لعب زاكردور العالم المتعدد الثقافات في القرن السابع عشر، إلى جانب أسد الزمان نور، الذي لعب عددًا من الأدوار المساندة. وقد عرضت هذه المسرحية في عدد محدود من العروض في طريق بيلي في دكا.

### أعمال
كان زاكر رئيسًا لمجموعة 3Sixty الاسيوية، وهي وكالة اعلانية في بنغلاديش. وهي تشمل الاتصالات الاسيوية التسويقية المحدودة تاكينج بوينت و MEC (وكالة إعلامية) وماكسوس ومايندشاير الاسيوية وفورثابر ودوني شيترا المحدودة و 20 ميلز نايانترا للاتصالات والمناسبات الاسيوية المحدودة ومويتري برنترز المحدودة وام ار سي مود المحدودة.

## عمل
الدراما التليفزيونية
وقد قام ذاكر العديد من الأعمال التليفزيونية منها
- باتامر شوموي
- بوحبريهي
- آج روبيبار
- نيتو توماي بهالوباسي
- اكدن حوثات
- نوكهوترير رات (ظهور الضيف)

مسرح
ومن الأعمال المسرحية الشهيرة التي قام بها زاكر:
- ديوان جازير كيسة
- أشولاياتان
- شيانوت
- كانثال بيجان (بستان الكرز)

أفلام
ومن الافلام المميزة التي قام بها زاكر:
- العجمي (1984)
- ندير نعم مدهوموتي (1996)
- "بريشتي"
- "ربيعة"

## الجوائز
حصل زاكر علي العديد من الجوائز خلال حياته منها:
- إكوشي باداك (1999) [9]
- سليم الدين باداك (2017) [10]
- شهيد ألطاف محمود باداك (2017) [11]
- جوائز ميريل بروثوم ألو (2018) [12]